# 川面真也
川面真也（日语： Kawatsura Shinya，1974年—），日本男性動畫演出家、動畫導演。出身於大阪府。來自BEE TRAIN。其弟弟是川面恒介，隸屬於P.A.WORKS。

## 人物
從《悠悠哉哉少女日和》開始，他就有和同一個工作團隊的情況，草薙負責作品的美術設計，Lantis負責音樂製作。

## 參加作品

### 電視動畫
1999年
- 亞克傳承II（擔當製作）
- 狂野歷險 Twilight Venom（日语：ワイルドアームズ トワイライトヴェノム）（製作進行）

2001年
- NOIR（分鏡、演出、演出助手）
- 沙漠的海賊！隊長庫珀（日语：砂漠の海賊!キャプテンクッパ）（分鏡、演出）

2002年
- .hack//SIGN（分鏡、演出）

2003年
- .hack//黃昏的腕輪傳說（分鏡、演出）
- 復仇天使（日语：AVENGER）（分鏡、演出）

2004年
- 異域天使（分鏡、演出）
- 吟遊默示錄（助理導演[2]、分鏡、演出）

2005年
- TSUBASA翼 -RESERVoir CHRoNiCLE-（分鏡、演出）

2006年
- 吟遊默示錄 wieder（導演[3]、分鏡、演出）
- .hack//Roots（日语：.hack//Roots）（分鏡、演出、ED分鏡&演出）
- TSUBASA翼 -RESERVoir CHRoNiCLE- (第2系列)（分鏡、演出）

2007年
- 魔女獵人（分鏡、演出）

2008年
- 真實之淚 true tears（分鏡、演出、OP分鏡&演出）
- 紅 kure-nai（演出）
- 魔法禁書目錄（演出）

2009年
- Phantom ～Requiem for the Phantom～（分鏡、演出）

2010年
- 無頭騎士異聞錄 DuRaRaRa!!（助理導演、分鏡、演出）
- 心靈偵探 八雲（分鏡）
- 魔法禁書目錄|魔法禁書目錄II（分鏡、演出）

2011年
- 戰國鬼才傳（分鏡、演出）
- 青之驅魔師（演出）
- 神的記事本（分鏡、演出）
- 笨蛋，測驗，召喚獸（分鏡、演出）

2012年
- 心連·情結（導演[4]、分鏡、演出、OP分鏡&演出、ED分鏡&演出）

2013年
- 悠悠哉哉少女日和（導演[5]、分鏡、演出、OP分鏡&演出、ED分鏡&演出）

2014年
- 請問您今天要來點兔子嗎？（分鏡）
- Fate/kaleid liner 魔法少女☆伊莉雅 2wei！（分鏡）
- GLASSLIP（分鏡）
- 元氣囝仔（分鏡、演出）

2015年
- JoJo的奇妙冒險 星塵鬥士（分鏡）
- 無頭騎士異聞錄 DuRaRaRa!!×2 轉（分鏡、演出）
- 悠悠哉哉少女日和 Repeat（導演[6]、分鏡、演出、OP分鏡&演出、ED分鏡&演出）

2016年
- 田中君總是如此慵懶（導演[7]）
- 斯黛拉的魔法（導演[8]、ED分鏡&演出）

2017年
- 重啟咲良田（導演[9]）

2018年
- 酒鬼妹子（分鏡）

2021年
- 悠悠哉哉少女日和 Nonstop（導演[10]）
- 魔法科高中的優等生（ED分鏡&演出）

2022年
- 超異域公主連結 Re:Dive 2（分鏡）

2023年
- Buddy Daddies 殺手奶爸（演出）
- Opus.COLORs 色彩高校星（日语：Opus.COLORs）（分鏡）

2024年
- 北海道辣妹金古錐（演出）
- 烏鴉不擇主（日语：八咫烏シリーズ）（演出）

2025年
- 歲月流逝飯菜依舊美味（導演[11][a]、分镜）

### 電影動畫
2013年
- 劇場版 魔法禁書目錄：恩底彌翁的奇蹟（演出）

2018年
- 劇場版 悠悠哉哉少女日和 Vacation（導演[12]）

2021年
- 海岬的迷途之家（導演[13]）

### OVA
2007年
- MURDER PRINCESS（日语：MURDER PRINCESS）（分鏡、演出）

2012年
- 少女愛上姊姊 2位Elder THE ANIMATION（導演、分鏡、演出、ED分鏡&演出）

## 腳註

## 相關項目
- SILVER LINK.
- 日本動畫師列表（日语：アニメ関係者一覧）

## 外部連結
- 川面真也的X（前Twitter） （日語）